# 十字弓行動
十字弓行動（Operation Crossbow）是英國皇家空軍在二戰中的行動，他們拍下歐洲淪陷區內所有地貌，再藉著3D立體定位、辨識後，有效摧毀納粹的導彈，使英軍在後續諾曼地登陸時更具威脅，也縮短整個戰爭的時程。 